# Lucius Caecilius Metellus (tribunus plebis in 49 v.Chr.)
Lucius Caecilius Metellus was een Romeins politicus.
Hij weigerde als tribunus plebis aan Julius Caesar het openbreken van het aerarium toe te staan (49 v.Chr.). Deze bedreigde hem met de dood, indien hij langer weerstand bood. Caesar liet hem daarom in 48 v.Chr. uit Rome verwijderen, waarheen hij was teruggekeerd, na zich lang in Capua te hebben opgehouden.

## Referentie
- art. Caecilii (20), in F. Lübker - trad. ed. J.D. Van Hoëvell, Classisch Woordenboek van Kunsten en Wetenschappen, Rotterdam, 1857, p. 170.